# Charles Kingsley Barrett
Charles Kingsley Barrett (Salford, 4 maggio 1917 – 26 agosto 2011) è stato un biblista britannico.

## Biografia e carriera
Figlio di un ministro della Chiesa metodista e di una diaconessa della stessa Chiesa, Barrett fu iscritto dalla famiglia allo Shebbear College nel Devon. Completati gli studi scolastici, nel 1935 si iscrisse al Pembroke College a Cambridge, dove conseguì nel 1939 la laurea in teologia. Si iscrisse quindi alla Wesley House, università teologica metodista a Cambridge, dove completò gli studi nel 1942. Nel 1943 fu ordinato ministro metodista e assegnato a Darlington. L’anno successivo sposò Margaret Heap, da cui ebbe due figli. Nel 1945, su incoraggiamento del professor Michael Ramsey che aveva conosciuto nel corso dei suoi studi a Cambridge, presentò la domanda all’Università di Durham, dove fu assunto come lettore di Divinity. Nel 1958 fu nominato professore di Divinity nella stessa università. Nel 1961 fu nominato Fellow of the British Academy. Nel 1973 divenne presidente della Studiorum Novi Testamenti Societas. Ritiratosi dall'insegnamento nel 1982, continuò ad esercitare il suo ministero nelle chiese metodiste della contea di Durham. Durante le sue ultime settimane trascorse in ospedale, continuò a parlare di Dio a pazienti, medici e visitatori.
Nella sua carriera, Barrett ha scritto una ventina di libri. Sosteneva di essere più uno storico che un teologo. Charles Harold Dodd ha definito Barrett "il più grande studioso britannico del Nuovo Testamento del XX secolo".

## Libri pubblicati
- The Holy Spirit and the Gospel tradition, S.P.C.K., Londra, 1947
- The Gospel According to St. John: an introduction with commentary and notes on the Greek text, S.P.C.K., Londra, 1955
- The New Testament Background: selected documents edited, with introductions, S.P.C.K., Londra, 1956
- A Commentary on the Epistle to the Romans, A. & C. Black, Londra, 1957
- The Pastoral Epistles in the New English Bible, Oxford University Press, Oxford, 1963
- Jesus and the Gospel Tradition, S.P.C.K., Londra, 1967
- A Commentary on the First Epistle to the Corinthians, A. & C. Black, Londra, 1968
- The Gospel of John and Judaism, S.P.C.K., Londra, 1970
- A Commentary on the Second Epistle to the Corinthians, A. & C. Black, Londra, 1973
- Reading Through Romans, SCM Press, Londra, 1977
- Essays on Paul, S.P.C.K., Londra, 1982
- Essays on John, S.P.C.K., Londra, 1982
- Freedom and Obligation: Study of the Epistle to the Galatians, S.P.C.K., Londra, 1985
- Paul: An Introduction to His Thought, Geoffrey Chapman Publishers, 1994
- A Critical and Exegetical Commentary on The Acts of the Apostles: Vol. 1, Preliminary Introduction and Commentary on Acts I-XIV, International Critical Commentary, T&T Clark, Londra, 1994
- A Critical and Exegetical Commentary on The Acts of the Apostles: Vol. 2, Preliminary Introduction and Commentary on Acts XV-XXVIII, International Critical Commentary, T&T Clark, Londra, 1999
- Acts of the Apostles: A Shorter Commentary, International Critical Commentary, T&T Clark, Londra, 2002